# Campionato israeliano di calcio 1949-1950
Il Campionato israeliano di calcio 1949-1950 è stata la 12ª edizione della massima serie del campionato israeliano di calcio, la prima disputata dopo l'indipendenza del Paese.
Il torneo fu disputato da tredici squadre e venne vinto dal Maccabi Tel Aviv (quinto titolo).
La formula prevedeva un girone all'italiana con partite di andata e ritorno. Per ogni vittoria si assegnavano due punti e per il pareggio un punto.
La sola retrocessione prevista in Liga Bet fu quella del Maccabi Ness Ziona, ultimo classificato con zero punti (record negativo nella storia del campionato israeliano). Non furono, invece, previste promozioni.
Capocannoniere del torneo fu Yosef Mirmovich, del Maccabi Tel Aviv, con 25 goal.

## Squadre partecipanti
| Club                  | Città         |
| --------------------- | ------------- |
| Beitar Tel Aviv       | Tel Aviv      |
| Hapoel Haifa          | Haifa         |
| Hapoel Petah Tiqwa    | Petah Tiqwa   |
| Hapoel Ramat Gan      | Ramat Gan     |
| H. Rishon LeZion      | Rishon LeZion |
| Hapoel Tel Aviv       | Tel Aviv      |
| Maccabi Haifa         | Haifa         |
| Maccabi Ness Ziona    | Ness Ziona    |
| Maccabi Netanya       | Netanya       |
| Maccabi Petah Tiqwa   | Petah Tiqwa   |
| Maccabi Rehovot       | Rehovot       |
| Maccabi Rishon LeZion | Rishon LeZion |
| Maccabi Tel Aviv      | Tel Aviv      |

## Classifica finale
|                     | Pos. | Squadra               | Pt | G  | V  | N | P  | GF  | GS  | DR  |
| ------------------- | ---- | --------------------- | -- | -- | -- | - | -- | --- | --- | --- |
| Campione di Israele | 1.   | Maccabi Tel Aviv      | 43 | 24 | 21 | 1 | 2  | 103 | 18  | +85 |
|                     | 2.   | Hapoel Tel Aviv       | 37 | 24 | 17 | 3 | 4  | 59  | 12  | +47 |
|                     | 3.   | Hapoel Haifa          | 36 | 24 | 16 | 4 | 4  | 53  | 30  | +23 |
|                     | 4.   | Hapoel Petah Tiqwa    | 33 | 23 | 15 | 3 | 5  | 62  | 31  | +31 |
|                     | 5.   | Maccabi Petah Tiqwa   | 31 | 24 | 13 | 5 | 6  | 91  | 46  | +45 |
|                     | 6.   | Beitar Tel Aviv       | 26 | 23 | 12 | 2 | 9  | 57  | 41  | +16 |
|                     | 7.   | Maccabi Haifa         | 25 | 24 | 12 | 1 | 11 | 60  | 49  | +11 |
|                     | 8.   | Maccabi Rehovot       | 24 | 24 | 11 | 2 | 11 | 53  | 41  | +12 |
|                     | 9.   | Maccabi Netanya       | 17 | 24 | 7  | 3 | 14 | 42  | 73  | -31 |
|                     | 10.  | Hapoel Ramat Gan      | 16 | 24 | 8  | 0 | 16 | 47  | 64  | -17 |
|                     | 11.  | H. Rishon LeZion      | 14 | 24 | 6  | 2 | 16 | 28  | 63  | -35 |
|                     | 12.  | Maccabi Rishon LeZion | 8  | 24 | 3  | 2 | 19 | 21  | 117 | -96 |
|                     | 13.  | Maccabi Ness Ziona    | 0  | 24 | 0  | 0 | 24 | 7   | 98  | -91 |

## Verdetti
- Maccabi Tel Aviv campione di Israele 1949-1950
- Maccabi Ness Ziona retrocesso in Liga Bet 1951-1952[3]